# Princess Rose
Princess Rose – jedenasty singel japońskiej piosenkarki Yukari Tamury, wydany 20 grudnia 2006 roku. Utwór tytułowy został wykorzystany jako drugi opening anime Otogi-jūshi Akazukin, a także wykorzystano go w rozpoczęciach programów radiowych Tamura Yukari no Itazura Kuro Usagi (jap. 田村ゆかりのいたずら黒うさぎ) oraz Tamura Yukari no Kuro Usagi no Kobeya (jap. 田村ゆかりの黒うさぎの小部屋), utwór Present został użyty w ich zakończeniach. Singel osiągnął 6 pozycję w rankingu Oricon i pozostał na nim przez 8 tygodni, sprzedał się w nakładzie 26 047 egzemplarzy.

## Lista utworów
| Nr | Tytuł                                 | Słowa         | Kompozycja       | Aranżacja        | Czas |
| -- | ------------------------------------- | ------------- | ---------------- | ---------------- | ---- |
| 1. | "Princess Rose"                       | Yukiko Mitsui | Yukari Hashimoto | Yukari Hashimoto | 3:58 |
| 2. | "Koi no chikara" (jap. 恋のチカラ)    | Hayato Tanaka | Hayato Tanaka    | Shin Kōno        | 4:41 |
| 3. | "Present" (jap. プレゼント Purezento) | Manami Fujino | Masatomo Ōta     | Masatomo Ōta     | 4:32 |

## Notowania
| Lista                       | Pozycja |
| --------------------------- | ------- |
| Oricon Weekly Singles Chart | 6       |
| CDTV                        | 11      |